# Marroquín, Mexiko
Marroquín är en ort i Mexiko.   Den ligger i kommunen Hidalgo och delstaten Tamaulipas, i den centrala delen av landet, 500 km norr om huvudstaden Mexico City. Marroquín ligger 423 meter över havet och antalet invånare är 165.
Terrängen runt Marroquín är varierad, och sluttar österut. Runt Marroquín är det glesbefolkat, med 9 invånare per kvadratkilometer. Närmaste större samhälle är Independencia, 11,7 km söder om Marroquín. Omgivningarna runt Marroquín är en mosaik av jordbruksmark och naturlig växtlighet.